# 新阿利安萨-杜伊瓦伊
新阿利安萨-杜伊瓦伊是巴西巴拉那州的一个市镇。总面积131.272平方公里，总人口1426人，人口密度10.9人/平方公里。